# Giải quần vợt Lyon Mở rộng 2017
Giải quần vợt Lyon Mở rộng 2017 (có thể hiểu là Open Parc Auvergne-Rhône-Alpes Lyon) là 1 giải quần vợt chuyên nghiệp chơi trên mặt đất nện. Nó là lần đầu tiên tổ chức Giải quần vợt Lyon Mở rộng và 1 phần của ATP World Tour 250 thuộc ATP World Tour 2017. Nó diễn ra tai thành của Pháp là Lyon, từ ngày 21 tháng 5 đến ngày 27 tháng 5 năm 2017.

## Hệ thống điểm
| Sự kiện | VĐ  | CK  | BK | TK | 1/16 | 1/32 | Q  | Q2 | Q3 |
| Đơn     | 250 | 150 | 90 | 45 | 20   | 0    | 12 | 6  | 0  |
| Đôi     | 250 | 150 | 90 | 45 | 0    | —    | —  | —  | —  |

## Vận động viên nội dung đơn

### Hạt giống
| Quốc gia | Tay vợt               | Xếp hạng1 | Hạt giống |
| -------- | --------------------- | --------- | --------- |
| CAN      | Milos Raonic          | 6         | 1         |
| FRA      | Jo-Wilfried Tsonga    | 12        | 2         |
| CZE      | Tomáš Berdych         | 13        | 3         |
| AUS      | Nick Kyrgios          | 18        | 4         |
| FRA      | Gilles Simon          | 31        | 5         |
| ARG      | Juan Martín del Potro | 34        | 6         |
| CRO      | Borna Ćorić           | 41        | 7         |
| FRA      | Benoît Paire          | 44        | 8         |

- Bảng xếp hạng vào ngày 15 tháng 5 năm 2017.

### Các vận động viên khác
Wildcard:
- Tomáš Berdych
- Juan Martín del Potro
- Gilles Simon

Vượt qua vòng loại:
- Chung Hyeon
- Kyle Edmund
- Gastão Elias
- Nicolás Kicker

Thua cuộc may mắn:
- Quentin Halys
- Renzo Olivo
- Tennys Sandgren

### Rút lui
Trước giải đấu
- Steve Darcis →Thay thế bởi  Tennys Sandgren
- Marcel Granollers →Thay thế bởi  Quentin Halys
- Nicolas Mahut →Thay thế bởi  Renzo Olivo

## Vận động viên nội dung đôi

### Hạt giống
| Quốc gia | Tay vợt        | Quốc gia | Tay vợt           | Xếp hạng1 | Hạt giống |
| -------- | -------------- | -------- | ----------------- | --------- | --------- |
| CRO      | Ivan Dodig     | ESP      | Marcel Granollers | 31        | 1         |
| FRA      | Fabrice Martin | CAN      | Daniel Nestor     | 53        | 2         |
| AUT      | Oliver Marach  | CRO      | Mate Pavić        | 69        | 3         |
| Hoa Kỳ   | Brian Baker    | CRO      | Nikola Mektić     | 74        | 4         |

- Bảng xếp hạng vào ngày 15 tháng 5 năm 2017.

### Các vận động viên khác
Wildcard:
- Jeevan Nedunchezhiyan /  Christopher Rungkat
- Benoît Paire /  Thomas Paire

Cắp vận động viên sau nhận suất với tư cách thay thế:
- Carlos Berlocq /  Andreas Seppi

### Rút lui
Trước giải đấu
- Marcel Granollers

## Nhà vô địch

### Đơn
- Jo-Wilfried Tsonga đánh bại  Tomáš Berdych, 7–6(7–2), 7–5

### Đôi
- Andrés Molteni /  Adil Shamasdin đánh bại  Marcus Daniell /  Marcelo Demoliner, 6–3, 3–6, [10–5]